# 金简
金简（穆麟德轉寫：gingiyan，？—1794年），金佳氏，字可亭，家族原属内务府正黄旗包衣籍高丽姓氏满洲旗人，后属满洲正黄旗人，淑嘉皇贵妃的三兄，历任总管内务府大臣、镶黄旗汉军都统、工部尚书、吏部尚书等职，为乾隆年间重臣。

## 生平
金简出身内务府正黄旗满洲包衣第四参领辖下、由其家族世代管理的高丽佐领。其先为朝鲜望门，世居义州。天聪元年（1627年），金简的曾祖父三达理随长兄辛达理等人举族归附后金，获授通事官一职。金简的祖父尚明事迹不详；父亲三保曾任巡视长芦盐政、武备院卿，兼任公中佐领等职；长兄金鼎曾为蓝翎侍卫、次兄金辉任兵部满左侍郎。
金简在乾隆中期由内务府笔帖式进入仕途，后任奉宸院卿。乾隆三十三年崇文门副监督任上，参劾吏部尚书兼崇文门正监督、九门提督托恩多变价私买两淮盐引案主犯高恒、普福等抄家之物。乾隆三十七年（1772年），金简升为内务府总管大臣。同年，负责管理武英殿刻书事务，并担任四库全书副总裁，专门负责编纂官员的考核与督察。乾隆三十九年（1774年），金简担任户部侍郎，掌管钱法堂，又兼任镶黄旗汉军副都统，获赐孔雀翎。
乾隆四十年（1775年），金简奏请裁去京局鼓铸闰月四卯，获乾隆帝批准。乾隆四十三年（1778年），乾隆帝命金简主持《四库荟要》的编纂，署理工部尚书。同年，金简赴盛京会同盛京将军弘晌查办银库亏短银两一事，将侵盗银两的前署关防拉萨礼、现任关防彝伦依律治罪。同年，乾隆帝东巡，沿途目睹盛京各处城墙多有坍塌，令随行军机大臣等评估，并拨款进行修葺。将工部尚书事务，交给金简暂署。乾隆四十六年（1781年），金简正式总理工部。乾隆四十八年（1783年），擢升为工部尚书、镶黄旗汉军都统。乾隆四十九年（1784年），金简采用清理淤塞的办法疏导京畿地区的河道，疏通了静宜园碧云寺的泉水和永定河，又将卢沟桥上残损石块和损坏的栏杆修缮。
乾隆五十年（1785年），参加千叟宴。不久，四库全书告成，金简予以叙功。同年，乾隆帝命刘墉、德保、金简修葺明朝十三陵，加筑思陵月台，并拓宽享殿、宫门。乾隆五十五年（1790年），安南后黎朝末代君主昭統帝一行投靠清朝，被乾隆帝编入汉军镶黄旗安南佐领，时任汉军镶黄旗都统的金简负责入旗等事务。同年，负责查抄纳兰容若侄孙承安家产，将纳兰家族珍藏书画献入宫中。隔年（1791年），随同昭统帝的遗臣黄益晓、黎光霁等奏请希望回到安南。乾隆帝命金简将益晓等人送回本国。乾隆五十七年（1792年），金简调任吏部尚书。
乾隆五十九年（1794年），金簡病逝，谥勤恪。乾隆帝颁布谕旨对金简进行褒奖、并赐祭葬品，又令皇孙绵懃亲临祭奠。嘉庆初年，金氏一族由内务府抬入满洲正黄旗，并由嘉庆帝赐姓金佳氏。
有别墅“尺五园”，位于京城右安门外（载杨钟羲《雪橋詩話三集》卷8）。

## 家庭
- 高祖金德雲。
- 曾祖三達理，原任通事官。胞兄辛達理（又作新逹理），高丽佐领兼内務府三旗火器營總管；其孙領侍衛內大臣、内務府總管金常明（授雲騎尉，賜祭葬，諡愨勤），曾孙女金氏（侧福晋）嫁怡僖親王弘曉。“金氏係隸滿洲旗分之高麗一姓……新逹理，正黄旗包衣人，世居易州地方，天聰元年率子弟来歸”（据《八旗滿洲氏族通譜》卷72）。胞兄音逹理，原任佐領。胞弟季逹理，由護軍校從征福建，陣亡，贈雲騎尉。
- 祖父尚明。
- 父金三寶，長蘆鹽政、武備院卿兼佐領、上駟院卿。胞兄塔克圖。
- 胞兄金輝，兵部左侍郎；金鼎，藍翎侍衛。
- 胞妹金佳氏，封乾隆帝之淑嘉皇貴妃。子履端親王永珹、儀慎親王永璇、成哲親王永瑆。
- 胞妹金佳氏，嫁内务府镶黄旗满洲、乾隆戊午科舉人哲爾德氏雅圖（父内务府員外郎塞楞）。哲爾德氏始祖渾岱。“鑲黄旗包衣渾岱，長白山地方人。其孫塞楞原任員外郎。曾孫雅圖現任八品官，常寧現任筆帖式”（载《八旗滿洲氏族通譜》卷48）。
- 子缊布，历官总管内务府大臣、工部尚书、署理户部尚书等职[7]。
- 子福泰，馬蘭鎮總兵兼总管內務府大臣。
- 子福英。其女金佳氏，嫁镶黄旗蒙古、勤襄公額爾德特氏璧昌（父乾隆辛卯科進士簡勤公和瑛，孙同治戊辰科進士錫珍）。
- 子福德。其女金佳氏，嫁追封怡亲王綿標（父怡恭親王永琅，祖父怡僖親王弘曉）。
- 子福昌，知府。其子椿齡，孙女金佳氏嫁內務府鑲黃旗漢軍、道光戊子科舉人馮氏興霖（胞兄嘉慶己卯貢士興榮，父嘉慶四年（1799年）己未科進士象會，高祖文肅公英廉）。
- 女金佳氏，嫁内务府正白旗汉军、乾隆丁巳科进士李質穎之子李海慶。其子奎齡（字南村），妻盧氏（父镶黄旗汉军、江西盐法道盧崧，祖父陕西、湖北巡抚盧焯）；孙儿道光乙巳恩科進士豐安；曾孙女李氏，分别嫁内务府正白旗汉军尚承澤（父道光戊戌科進士延恆，嫡堂姊尚氏系正蓝旗汉军、光緒二年（1876年）丙子恩科进士胡俊章之儿媳）、内务府镶黄旗满洲舒穆魯氏裕祬（胞兄光緒二年丙子恩科進士裕祥）。

## 轶事
- 金简喜好作诗，然而其作品大都未能传世[6]。唯有铁保所编辑的《熙朝雅颂集》卷一百三之中收有金简诗作二十首[1]。
- 编纂《四库全书》时，金简采用枣木活字套版的印刷方式，为《四库全书》的编纂节省了不少开支[6]。
- 金简現有相關一文物〈天章演範寶典福書冊〉，現存於國立故宮博物院，為1790年萬壽八旬大慶集御制句作品。